# Chip Cravaack
Raymond John Cravaack dit Chip Cravaack, né le 29 janvier 1959 à Charleston (Virginie-Occidentale), est un homme politique américain. Membre du Parti républicain, il est élu pour le Minnesota à la Chambre des représentants des États-Unis de 2011 à 2013.

## Biographie
Diplômé de l'Académie navale d'Annapolis en 1981, Chip Cravaack est pilote dans la United States Navy jusqu'en 1990, lorsqu'il devient réserviste. Il obtient un master en éducation de l'université de Floride occidentale (en) en 1989.
Il se présente à la Chambre des représentants des États-Unis lors des élections de 2010. Dans le 8e district du Minnesota, il affronte le démocrate James Oberstar, élu depuis 36 ans. Porté par une vague républicaine nationale, il défait Oberstar avec 48 % des voix contre 47 % pour le sortant. Ce résultat est considéré comme une surprise : le siège n'avait pas voté pour un républicain depuis 1946.
Dans un district historiquement démocrate, Chip Cravaack est considéré comme vulnérable lors des élections de 2012. Son duel avec le démocrate Rick Nolan devient l'un des plus chers du pays,. Durant la campagne, des publicités lui reprochent de ne pas vivre dans le Minnesota, sa femme et ses enfants ayant déménagé sur la côte est pour se rapprocher du lieu de travail de celle-ci. Il est battu par Nolan, ne rassemblant qu'environ 45 % des voix, contre 55 % pour le démocrate.
Après les élections, alors que certains républicains l'incitent à se représenter dans le Minnesota, Chip Cravaack rejoint sa femme et ses enfants dans le New Hampshire.